# Bedenkjahr
Bedenkjahr ist ein Begriff, der in Österreich von der Bundesregierung Vranitzky II für das Jahr 1988 eingeführt wurde, in dem an den gewaltsamen „Anschluss“ des Landes an das nationalsozialistische  Deutsche Reich im Jahre 1938 erinnert werden sollte. Seither werden damit vor allem Gedenkjahre bezeichnet, die sich auf die nationalsozialistische Herrschaft in Österreich 1938–1945 beziehen.
Dies betraf z. B. das Jahr 1998 (80 Jahre Republik, 60 Jahre „Anschluss“). Das Jahr 2005, 60 Jahre nach der Befreiung Österreichs vom Nationalsozialismus und der Gründung der Zweiten Republik, wurde von der Bundesregierung Schüssel II zum Bedenkjahr erklärt. Das Jahr 2008 wurde medial ebenfalls als Bedenkjahr bezeichnet.